# Pierre-Antoine-Claude Papion
Pour les articles homonymes, voir Papion (homonymie).
Pierre-Antoine-Claude de Papion (16 janvier 1713, Tours - 12 juillet 1789, Tours), est un financier, manufacturier et homme de lettres français.

## Biographie
Fils de Pierre Papion, marchand bourgeois de Tours, capitaine de bourgeoisie, et de Perrine Taboureau, dame du Boisdenier, cousin germain de Louis Gabriel Taboureau des Réaux, Pierre-Antoine-Claude Papion suit la carrière dans les finances et devient fermier du roi.

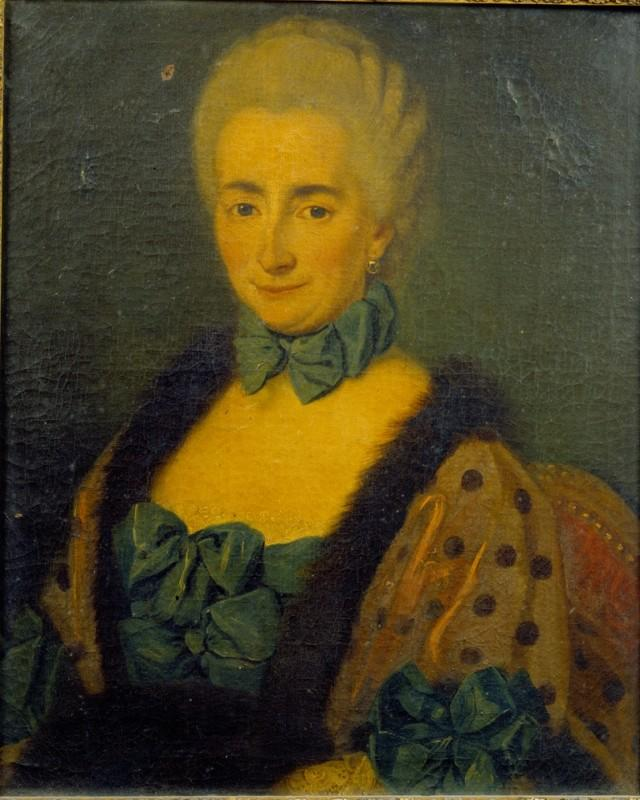
Portrait de son épouse, Perrine Catherine Soulas de La Caillerie.

En 1748, il épouse Perrine Catherine Soulas de La Caillerie, fille de Julien Soulas, entrepreneur de la Manufacture royale de damas et de velours façon Gênes établie à Tours, et de Perrine Tabareau, et belle-sœur d'Antoinette-Victoire Couperin (fille d'Armand-Louis Couperin). 

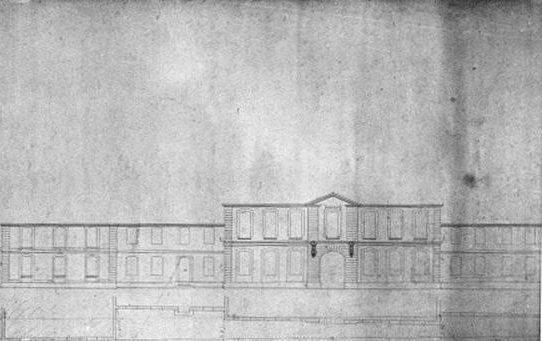
Manufacture royale de damas et de velours à Tours.

Intéressé dans les affaires du roi, il reprend la direction de la manufacture en 1759 selon le souhait de son beau-père et rachète pour vingt mille livres les bâtiments appartenant au roi l'année suivante, tout en obtenant par arrêt du Conseil d'État le droit de conserver le titre de manufacture royale de Damas. Il développe grandement et fait agrandir la fabrique qui atteint cent-cinquante métiers.
En 1781, des lettres de noblesse lui son accordées par le roi pour le récompenser de son entreprise.
Il est le père de Pierre-Julien-François Papion et de Jacques-François Papion, ainsi que le grand-père du baron Papion du Château.

## Publications
- La recherche de la vérité dans soi-même (1778)
- Histoire du prince Bazile (1779)
- Solution des trois fameux problêmes de géométrie (1784)
- Filio meo
- Opinion sur les finances

## Sources
- Joseph Michaud, Louis-Gabriel Michaud, Biographie universelle ancienne et moderne, 1844
- Jean-Louis Chalmel, Histoire de Touraine: depuis la conquête des Gaules par les Romains, jusqu'à l'annee 1790, 1841
- Histoire, économie et société, Volume 3, 1984
- Béatrice Baumier, Tours entre lumières et Révolution: pouvoir municipal et métamorphoses d'une ville (1764-1792), 2007
- Dictionnaire des scientifiques de Touraine, Académie des sciences, arts et belles-lettres de Touraine, 2017